# Конституция ЦАР
Конституция Центральноафриканской Республики была принята на референдуме 14 декабря 2015 года и официально утверждена 27 марта 2016 года. С момента обретения независимости в 1960 году в Центральноафриканской Республике действовало много конституций, что соответствовало крайней политической нестабильности в стране.
До Конституции 2016 года в Центральноафриканской Республике действовали:
- Конституция 26 ноября 1964 года (Первая республика)
- Конституционный акт 8 января 1966 года
- Имперская конституция 4 декабря 1976 года (Центральноафриканская империя)
- Конституционный акт 21 сентября 1979 года (Реставрация Первой республики)
- Конституция 5 февраля 1981 года (Вторая республика)
- Конституционный акт 1 сентября 1981 года
- Конституционный акт 1985 года
- Конституция 28 ноября 1986 года (Третья республика)
- Конституция 14 января 1995 года (Четвёртая республика)
- Конституционный акт 15 марта 2003 года
- Конституция 27 декабря 2004 года (Пятая республика)
- Конституционная хартия 18 января 2013 года (переходный период)

30 июля 2023 года состоялся референдум по внесению изменений и дополнений в Конституцию. Изменения включают в себя отмену ограничения президентских сроков и увеличение срока Президента с пяти до семи лет, создание должности вице-президента, упразднение Сената, реформу Конституционного суда.